# Сесартис (озеро)
Сесартис (лит. Siesartis) — небольшое озеро в восточной части Литвы, расположено на территории Молетского района. Принадлежит бассейну Вилии.
Озеро находится в региональном парке Лабанорас в 2 км к востоку от города Молетай. Лежит на высоте 145,4 метра над уровнем моря. Имеет сложную форму. Длина озера составляет около 6,5 км, ширина до 1,7 км. Площадь водной поверхности — 5,036 км².
Береговая линия озера отличается изрезанностью и по разным данным, имеет протяжённость от 27,5 до 32 км, с 2 крупными полуостровами. Берега в основном высокие, на северо-западе низкие и заболоченные. Максимальная глубина составляет 37,8 м, средняя глубина — 11,3 м.
На озере имеются 6 покрытых лесом островов: остров Бируте (27,5 га), Казела 1,41 га, остров Тетервинка (0,06 га) и 3 безымянных острова (1,9 га, 1,36 га и 0,22 га).
Площадь водосбора составляет 117,7 км². Соединено каналом Камуже с маленьким озером Камужелис, которое, в свою очередь, соединяется каналом с большим озером Бальтейи-Лакаяй Из северо-западного конца озера вытекает река Сесартис (бассейн Швянтойи и Немана).
На берегу озера расположены следующие населённые пункты: Кирнейле, Шейкишке, Юодишкес, Бучялишке и Шнюрай. В некоторых из них имеются объекты туристической инфраструктуры.